# Torace (nevertebrate)
Toracele (grec. "θώραξ" (torax) - torace) este o regiune a corpului unor nevertebrate situată între cap și abdomen.  La artropode, toracele se evindențiază la unele crustacee, insecte și trilobiți. Toracele este constituit din mai multe segmente, în funcție de clasă. Fiecare segment poartă câte o pereche de membre. Dorsal, fiecare segment este acoperit cu tergită (placă a cuticulei, ventral – sternit, iar se articulează acestea prin pleurele membranoase.
Toracele insectelor este divizat în 3 segmente: protorace, mezotorace, și metatorace. De ultimele două sunt atașate aripile, de aceea ele se numesc împreună pterotorace. La unele himenoptere primul segment abdominal este îmbinat cu metatoracele, unde formează o structură cunoscută sub numele de propodeum. 
La majoritatea insectelor zburătoare, toracele permite utilizarea mușchilor asincroni.
     In Heteroptera
     In Diptera
     In Formicidae